# Antonio Cascos
Antonio Cascos del Real (* 21. Dezember 1963 in Madrid) ist ein ehemaliger spanischer Skilangläufer.
Cascos lief bei den Nordischen Skiweltmeisterschaften 1991 im Val di Fiemme auf den 68. Platz über 10 km klassisch, auf den 58. Rang über 15 km Freistil, auf den 56. Platz über 30 km klassisch und auf den 52. Platz über 50 km Freistil. Zudem errang er dort den 14. Platz mit der Staffel. Im folgenden Jahr belegte er in Albertville bei seiner einzigen Teilnahme an Olympischen Winterspielen den 76. Platz über 10 km klassisch, den 70. Rang in der Verfolgung und den 51. Platz über 50 km Freistil. Außerdem erreichte er dort zusammen mit Jordi Ribó, Carlos Vicente und Juan Jesús Gutiérrez den 14. Platz in der Staffel und nahm ab der Saison 1987/88 bis zur Saison 1991/92 am Skilanglauf-Weltcup teil, wobei er aber nie in die Punkteränge kam.